# 嬉野隧道 (長崎自動車道)
嬉野隧道（日语：／）是日本佐賀縣嬉野市的一座高速公路隧道，位于長崎自動車道（E34）的嬉野交流道至东彼杵交流道区间，双洞四车道，上行线长702（0.44英里），1997年12月18日通车，下行线长683（0.42英里），1990年1月26日通车。